# Sorken
Sorken (original Gopher) är en av figurerna i Disneys tecknade filmer om Nalle Puh. Han förekom inte i böckerna av A.A. Milne, utan dök upp första gången i kortfilmen Nalle Puh på honungsjakt från 1966. Hans svenska röst har sedan starten 1966 fram till 2005 gjorts av Hans Lindgren och 2011 av Bert-Åke Varg.
Sorken är egentligen inte någon sork, utan en kindpåsråtta, men eftersom detta djur inte förekommer i Sverige, kallas han Sorken på svenska. Först hette han Dumbom och även Grävling på svenska, men sedan döptes han om till Sorken.